# 山田全自動
山田 全自動（やまだ ぜんじどう、1983年3月4日 - ）は、日本のイラストレーター、ウェブデザイナー。本名は山田 孝之（やまだ たかゆき）。
丁髷、着物姿の江戸時代の町人が現代にタイムスリップしたようなイラストに加えられたシュールなコメントが特徴。

## 経歴
佐賀県鹿島市出身。佐賀県立鹿島高等学校、近畿大学卒業後、ウェブ制作会社に勤務。
2011年に福岡市にウェブデザイン会社「クラウドナイン」を設立した。他社との差別化のため、浮世絵を独学で学び、Instagramへ投稿したところ好評を得て、2016年2月からあるあるネタを盛り込んで笑える俳画の制作を始めたところ、有名人のフォロワーが付いたりメディアの取り上げに注目されるようになった。
2017年9月には福岡市で個展の開催、書籍『山田全自動でござる』が発売され、多くのメディアで取り上げられるようになった。
2017年10月1日には、佐賀県嬉野市のテーマパーク「肥前夢街道」に作品を常設展示する「山田全自動館」が開館しており、2018年3月13日には、山田全自動デザインの写真が撮れるプリクラが設置された。
山田全自動の名前は、本名の苗字と、福岡出身の俳人、吉岡禅寺洞（よしおか ぜんじどう）にあやかっている。
山田全自動としての活動のほか、本名の山田孝之および「Y氏」の名義で、福岡市内や福岡近郊の不思議な場所、ちょっと変わった観光スポット、路上ネタなどを紹介するブログ『Y氏は暇人』を運営している。またこれに関する著書もあり2015年には『福岡路上遺産』（海鳥社、ISBN 978-4874159644）、2018年には『福岡穴場観光』（書肆侃侃房、ISBN 978-4-86385-298-3）を刊行した。
2018年、辻仁成の『立ち直る力』（光文社、ISBN 9784334979751）、『人生の十か条』（中公新書ラクレ、ISBN 978-4121506344）の挿絵を担当した。
ライブドアブログ OF THE YEAR 2020 ベストクリエイター賞を受賞。
トゥーヴァージンズ（TWO VIRGINS）のnoteで、ノスタルジア大図鑑「昭和30年代 観光絵葉書 探訪記」の連載を始める。
2023年、『コミック乱』（リイド社）にて「あるあるで候」の連載を開始。　
2024年、古書店『ふるほん住吉』を福岡県博多区にオープンした。

## 作品

### 書籍

#### 山田全自動名義
- 山田全自動でござる（ぴあ、2017年9月、ISBN 978-4835638324）
- またもや山田全自動でござる（ぴあ、2018年9月、ISBN 978-4835638874）
- 山田全自動の落語でござる（辰巳出版、2021年5月、ISBN 978-4777827565）
- 山田全自動の懐かしあるある（辰巳出版、2021年8月、ISBN 978-4777828333）
- 山田全自動の日本文学でござる（辰巳出版、2022年2月、ISBN 978-4777828807）
- 山田全自動と林家はな平の落語あるある（辰巳出版、2022年3月、ISBN 978-4777828814）
- 山田全自動の徒然日記（辰巳出版、2022年10月、ISBN 978-4777829521）
- 山田全自動のあるある超ベストでござる（辰巳出版、2023年7月、ISBN 978-4777830008）

#### Y氏・山田孝之名義
- 福岡路上遺産（海鳥社、2016年1月、ISBN 978-4874159644）
- 福岡穴場観光（書肆侃侃房、2018年2月、ISBN 978-4-86385-298-3）
- 日本懐かし観光大全（辰巳出版、2023年10月、ISBN 978-4777830794）

### 電子書籍
- 山田全自動の福岡暮らし（既刊2巻、2023年3月 - ） ※2025年テレビドラマ化

### 連載
- 団地姫日記（URくらしのカレッジ、2021年 - 2023年）
- あるあるで候（リイド社『コミック乱』、2023年8月号 - ）
- 山田全自動の演芸鑑賞日（東京かわら版、2025年4月号-）

### ミュージックビデオ
- さよならポニーテール 「空飛ぶ子熊、巡礼ス」（2019年6月）
- 空野青空「Gorilla」（2019年7月）
- LACCO TOWER「泥棒猫」（2019年8月）[11]